# Brazil International 2005
Die Brazil International 2005 (auch São Paulo International 2005 genannt) im Badminton fanden vom 13. bis zum 16. Oktober 2005 in São Paulo statt.

## Finalergebnisse
| Disziplin    | Sieger                        | Finalist                    | Ergebnis     |
| ------------ | ----------------------------- | --------------------------- | ------------ |
| Herreneinzel | Pablo Abián                   | Janek Roos                  | 15-1, 15-6   |
| Dameneinzel  | Charmaine Reid                | Harriet Johnson             | 11-3, 11-2   |
| Herrendoppel | Matthew Hughes Martyn Lewis   | Philippe Bourret Janek Roos | 15-12, 15-10 |
| Damendoppel  | Charmaine Reid Helen Nichol   | Florence Lavoie Amélie Felx | 17-15, 15-9  |
| Mixed        | Philippe Bourret Helen Nichol | Tom Lucas-Piché Amélie Felx | 15-9, 15-8   |